# Henrik Nordström
Henrik Nordström (Johan Henrik Nordström; * 30. April 1891 in Älvkarleby; † 10. Februar 1982 in Eskilstuna) war ein schwedischer Langstreckenläufer.
Bei den Olympischen Spielen 1912 in Stockholm qualifizierte er sich über 5000 m mit seiner persönlichen Bestzeit von 15:49,1 min für das Finale, trat aber nicht an. Im Crosslauf erreichte er nicht das Ziel.